# Roman Bezsmertny
Roman Petrowycz Bezsmertny, ukr. Роман Петрович Безсмертний (ur. 15 listopada 1965 w Motyżynie w obwodzie kijowskim) – ukraiński polityk i nauczyciel, deputowany, wicepremier.

## Życiorys
Ukończył studia w Kijowskim Instytucie Pedagogicznym (1990). W 1997 uzyskał stopień kandydata nauk w Narodowej Akademii Nauk Ukrainy. Pracował jako nauczyciel historii w szkole średniej.
W latach 1994–2007 sprawował mandat deputowanego do Rady Najwyższej. Należał do Partii Ludowo-Demokratycznej, z której przeszedł do Bloku Nasza Ukraina.
W 2005 pełnił funkcję wicepremiera ds. reformy administracyjno-terytorialnej w rządach Julii Tymoszenko i Jurija Jechanurowa. Od maja 2006 do lipca 2007 był przewodniczącym rady, następnie komitetu wykonawczego Ludowego Związku "Nasza Ukraina". W kwietniu 2007 został zastępcą szefa sekretariatu prezydenta Wiktora Juszczenki.
W lutym 2010 mianowany ambasadorem Ukrainy na Białorusi. Został odwołany w czerwcu 2011. W 2014 stanął na czele wspierającej Jurija Łucenkę partii Trzecia Ukraińska Republika. W 2019 był kandydatem w wyborach prezydenckich, otrzymał ponad 0,1% głosów.